# 純翠里
25°01′49″N 121°27′59″E / 25.0301757°N 121.4663281°E
純翠里為台灣新北市板橋區轄下之一里，面積約0.1183平方公里。昔時江子翠地區，該里於1985年12月13日由江翠里分出。

## 詞源
純翠之詞，緣於純翠里析自江翠里，而「江翠」之名乃源於其舊名「江仔翠」。蓋「江仔翠」早期屬於「港仔嘴莊」的一部分，清代後期已獨立發展成莊，為與港仔嘴區別，乃採近音雅字而稱為「江仔翠」。純翠即繼承了江子翠的翠字再冠以雅麗語為純翠里。